# Anja Wyden Guelpa
Anja Wyden Guelpa, née le 22 février 1973 en Valais, est une politologue et personnalité politique suisse, membre du parti socialiste et chancelière d'État du canton de Genève de 2009 à 2018.

## Biographie
Anja Wyden Guelpa est haut-valaisanne et de langue maternelle allemande.
Après avoir obtenu sa maturité fédérale en Valais, elle suit des études de sciences politiques à l'université de Tübingen en Allemagne, puis à celle de Genève où elle obtient sa licence en 1997 et plus tard un master en management public. Engagée comme cheffe de projet en 1998 au secrétariat d'État à l'économie, elle travaille ensuite chez IBM comme consultante.
Membre du parti socialiste, elle est élue au comité des femmes socialistes suisses en 1998 et au comité de la section de la ville de Genève en 2003. La même année, elle est engagée comme directrice adjointe à la direction générale de l'action sociale du canton de Genève et en février 2007, elle en est nommée directrice générale.
Le 24 novembre 2009, le Conseil d'État genevois la nomme chancelière d'État, en remplacement de Robert Hensler. Elle est la première femme à occuper ce poste. Elle prend officiellement ses fonctions le 7 décembre suivant, devenant ainsi la première femme à occuper ce poste. Elle est nommée pour un deuxième mandat en 2013.
Durant ses mandats, elle instaure de la transparence dans les institutions du canton de Genève afin de « susciter la confiance des citoyens ».
Elle s'engage pour la promotion du vote auprès des jeunes, et le vote électronique.
En janvier 2018, elle annonce qu'elle ne brigue pas un troisième mandat en tant que chancelière et souhaite se tourner vers « quelque chose de plus entrepreneurial ». Elle affirme également « ne pas envisager d'avenir en politique ».
Quelques mois après la fin de son second mandat, elle est au cœur d'une polémique en raison de voyages qui n'entraient pas dans sa mission de chancelière et qui ont été remboursés par l'État,. En octobre 2019 la Cour des comptes a publié un rapport, disculpant Wyden de toute accusation.
Elle crée CivicLab en juin 2018, un think tank et do tank. En octobre 2018, elle est nommée pour quatre ans au conseil de l'innovation d'Innosuisse, l'agence suisse pour l’encouragement de l’innovation.
En avril 2021, elle est nommée au conseil d'administration de la Banque cantonale du Valais par le Conseil d'État.